# 尼科·林克斯
尼科·林克斯（荷蘭語：Nico Rienks，1962年2月1日—），荷兰男子赛艇运动员。他曾代表荷兰参加1984年、1988年、1992年、1996年和2000年夏季奥林匹克运动会赛艇比赛，获得二枚金牌和一枚铜牌。